# 下營 (大字)
下營，是臺灣臺南市下營區的一個傳統地域名稱，也是全區行政中心所在地，位於該區中部至西南部。相較於今日行政區，其範圍大致包括下營里、後街里西南端、宅內里南部、營前里不含東北端及東南端、新興里西部邊界地帶中段、仁里里不含西北部凸出部分的西側及西南部凸出部分的東南側、大吉里東南部、西連里西部及北端。

## 歷史
台灣日治初期，下營地區為一街庄，稱為「下營庄」，隸屬於茅港尾西堡。該庄西北與大墩藔庄為鄰，東北與十六甲庄為鄰，東南邊為茅港尾庄，西南邊為北勢藔庄。
1901年（日治明治三十四年）11月，全台設置二十廳，該庄隸屬於鹽水港廳。1903年（明治三十六年）6月，該庄編入「茅港尾區」，隸屬於鹽水港廳。1909年（明治四十二年）10月，合併二十廳為十二廳，茅港尾區改隸屬於臺南廳。1920年（大正九年），廢十二廳改設五州二廳，該庄改制為「下營」大字，隸屬於臺南州曾文郡下營庄。
戰後下營庄改制為下營鄉，隸屬於臺南縣，大字亦改制為村。1950年雲、嘉、南分治，下營鄉仍隸屬於臺南縣。2010年12月，因臺南縣市合併為直轄市臺南市，下營鄉改制為下營區，村亦改制為里。

## 聚落
本地區發展較早的聚落為下營、蚵藔、西藔（已消失）等，在日治期初期的官方地圖上已有記載。此外，本地區尚有新庄子聚落。

## 交通
國道1號又稱「中山高速公路」，是貫穿台灣西部的兩條縱向高速公路之一，經過本地區西端，並在該處與省道台84線（東西向快速公路－北門玉井線）交會口設有下營系統交流道。最近的一般交流道在北側是縣道172號交會處的新營交流道；在南側是縣道176號交會處的麻豆交流道。由此等可快速前往國道1號沿線各地。
省道台84線又稱「東西向快速公路－北門玉井線」，經過本地區西南部及南部邊界地帶，並在本地區西端與國道1號交會口設有下營系統交流道。最近的一般交流道在側是省道台19線交會處的學甲交流道，由此可快速前往北門區的蚵寮地區，並止於省道台61線（西部濱海快速公路）北門交流道；在東側是省道台19甲線交會處的麻豆交流道，由此可快速前往官田區西南端、官田區南部/善化區東北部交界地帶、國道3號官田系統交流道、大內區、玉井區等地。
省道台19甲線是鹽水至梓官赤崁的幹道，經過本地區最東端。由該道路北行可前往新營區西部、鹽水區，並止於省道台19線轉角路口；南行可前往麻豆區麻豆市區、善化區、新市區、新化區等地。
區道南56線是大屯寮至下營的道路。
區道南56-1線是大埤寮至萬姓公的道路。
區道南57線是大屯寮至麻豆的道路。
區道南59線是下營至麻豆的道路。
區道南60線是下營至林鳳營的道路。
區道南61線是中營至總爺的道路。
區道南67線是歡雅至下營的道路。

## 學校
- 下營國小